# Crothaema
Crothaema is een geslacht van vlinders van de familie slakrupsvlinders (Limacodidae).

## Soorten
- C. conspicua Janse, 1964
- C. decorata Distant, 1892
- C. flava Berio, 1940
- C. gloriosa Hering, 1928
- C. mormopis Meyrick, 1934
- C. ornata Romieux, 1934
- C. schoutedeni Hering, 1954
- C. sericea Butler, 1880
- C. trichromata West, 1937